# Служка Іван
Слýжка Івáн — київський городничий та будівничий 16 ст.; 1542 збудував дерев'яний замок на горі Киселівці у Києві, до якого входило багато будинків, 4 церкви і костьол.
Просив у польського короля Казиміра право на маєток Нове Село.
У 1551—1553 році був призначений намісником київського воєводи у прикордонному з Московським князівством Любечі (реально обіймав посаду з 1552 року через захоплення міста московитами).
Портрет Івана Служки невідомий, хоча в Музеї історії Києва зберігається кахля XVI століття з Замкової гори, яка зображує вельможу в оригінальному вбранні, який може бути Служкою.